# Lula Divinia
Lula Divinia è il secondo album in studio del gruppo musicale statunitense Shiner, pubblicato nel 1997.

## Tracce
1. The Situationist - 4:44
2. Christ Sized Shoes - 2:52
3. My Life as a Housewife - 3:51
4. Lula - 4:04
5. Third Gear Scratch - 3:17
6. Sideways - 4:20
7. Pinned - 3:05
8. Shelflife - 2:38
9. Jim's Lament - 3:53
10. Four Feet of Fence - 5:10
11. Cake - 5:49
12. Sleep It Off - 4:23
13. Two Black Eyes - 6:23